# Varanus scalaris
Varanus scalaris är en ödleart som beskrevs av Mertens 1941. Varanus scalaris ingår i släktet Varanus och familjen Varanidae. IUCN kategoriserar arten globalt som livskraftig. Inga underarter finns listade i Catalogue of Life.
Arten förekommer i delstaterna Western Australia och Queensland i Australien. Honor lägger ägg.